# Comité de la rue Amelot
Le comité de la rue Amelot est créé à Paris le 15 juin 1940. Il regroupe des organismes politiques ou sociaux des Juifs étrangers non communistes. En font partie: la Fédération des sociétés juives de France, le Bund, le Poale Zion, le foyer culturel juif, l'Oeuvre de secours aux enfants et la Colonie scolaire (se trouvant déjà au 36 rue Amelot, dans le 11e arrondissement de Paris). C'est la première organisation clandestine de résistance juive en France et de secours pour les juifs en difficulté.

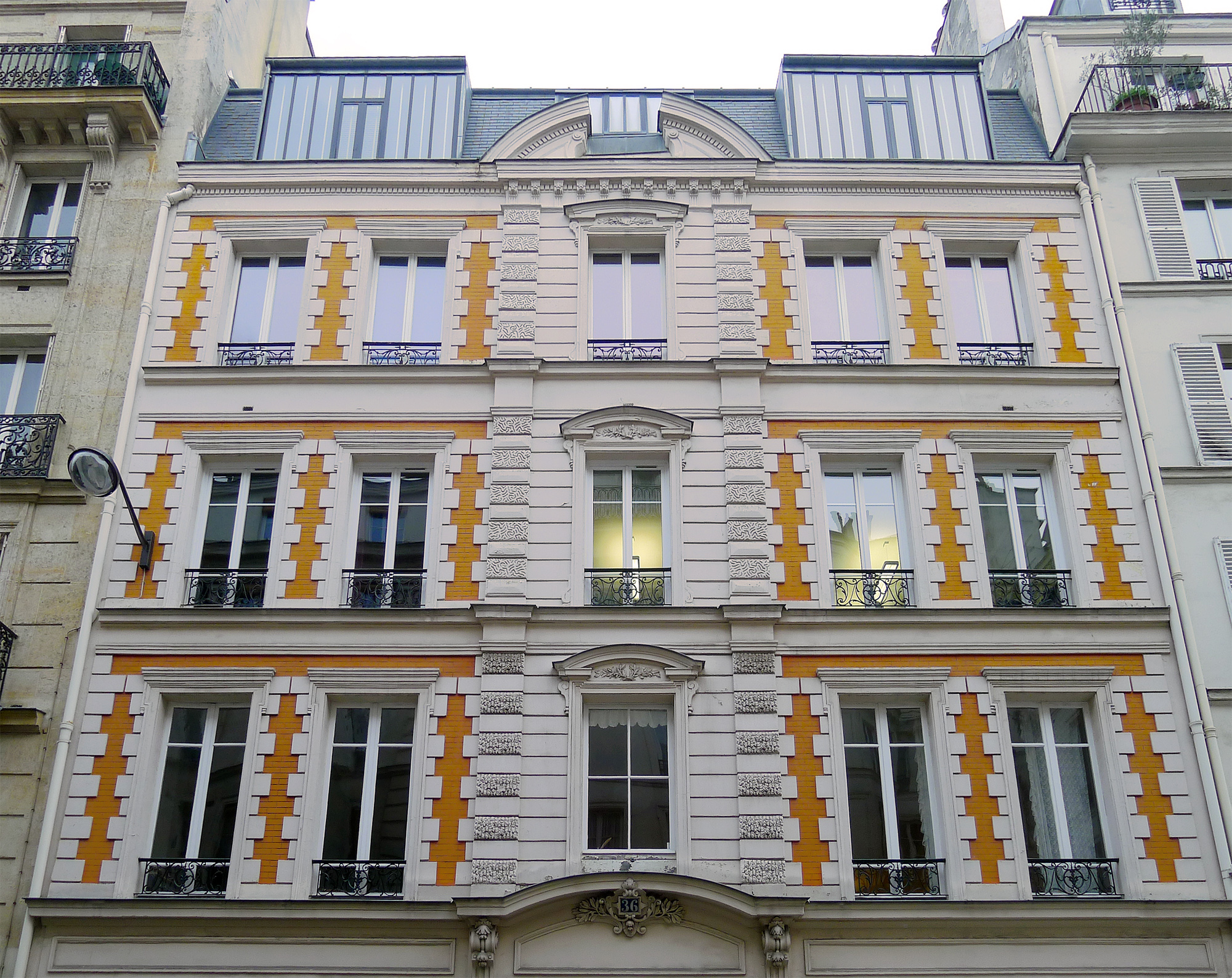
Façade du 36, rue Amelot.
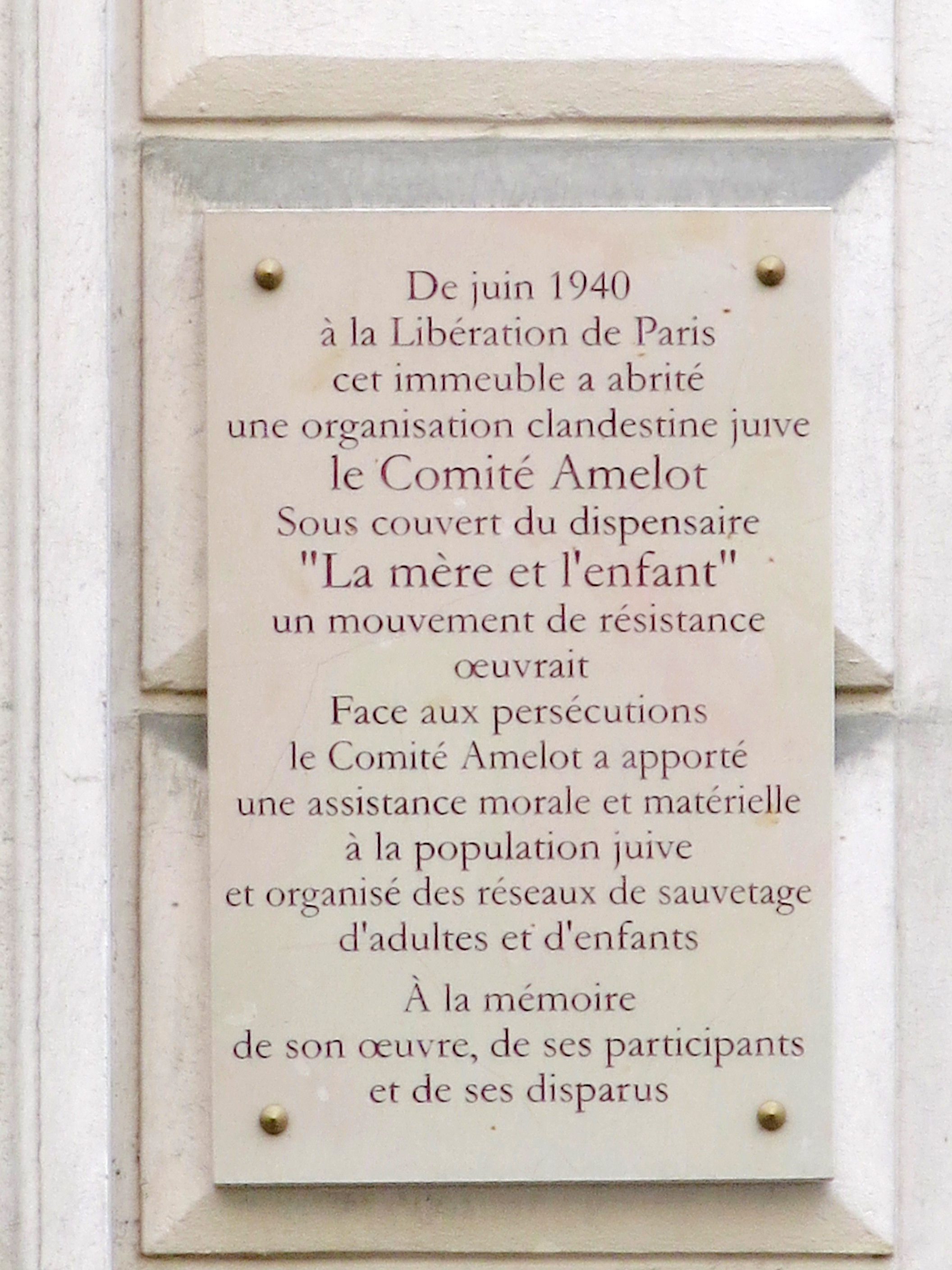
Plaque sur l'immeuble.

## Histoire
Le comité Amelot,,,,, du nom de la rue de Paris (rue Amelot) où il se réunissait, rassemble des membres de diverses organisations juives qui se donnent pour tâche de secourir les Juifs immigrés en France, particulièrement victimes des nazis. Il leur fournit nourriture et fausses cartes d'identité ou de ravitaillement ; il participe au sauvetage des enfants ou encore essaye de les faire passer en zone libre. Il est décimé en 1943. Parmi ses dirigeants, David Rapoport est assassiné à Auschwitz et Henry Bulawko survit à la déportation.